# Битва біля Тютюнної гори
Битва біля Тютюнної гори (порт. Batalha do Monte das Tabocas) — битва, що відбулася 3 серпня 1645 року біля Тютюнної гори у Португальській Бразилії (сучасне Пернамбуку) між військами Португалії та Голландії (WIC). Складова португальсько-голландської війни. Португальські сили нараховували 1050 вояків, з яких лише 230 мали вогнепальну зброю; їх очолювали капітани Жуан Фернандеш Вієйра й Антоніу Діаш Кардозу. Голландські сили мали 1700 вояків, з яких 1500 мали вогнепальну зброю; ними керував Гендрік ван Гаус. Незважаючи на перевагу голландців, битва закінчилася перемогою португальців. Це була перша велика перемога Португалії. Вона поклала початок відступу голландських сил з Північної Бразилії.

## Перебіг
3 серпня 1645 року, близько полудня, голландці наблизилися до Тютюнної гори біля річки Тапакура. Їхні сили нараховували 1500 аркебузирів та мушкетерів-найманців під командуванням полковника Гендріка ван Гауса. Їм допомагали місцеві індіанці тупі (тапуї).
Португальці тримали оборону на Тютюнній горі, й влаштували там засідки у хащах. Голландці були настільки впевнені у перемозі, що їм бракувало обережності.
Коли нападники перетнули річку, 30 португальців вистрілили по них, заволікаючи у засідки. Голландці рушили за застрільщиками на гору. Потрапивши у перші засідки, вони винесли їх, але відступили перед останньою, в заростях бамбука. Голландці спустилися і перегрупувалися в три загони на галявині між річкою та підніжжям гори.
Португальці продовжували стрільбу по нападниках з хащів. Жуан Вієйра вирішив почати контр-атаку силами у 400 чоловік, але Діаш Кардозу зупинив його, вважаючи, що це призведе до поразки.
У середині дня голландці знову піднялися на Тютюнну гору й потрапили в останню велику засідку. Вони зазнали багато втрат у людях і без зволікання відступили.
Наприкінці дня у португальців майже вичерпався порох, а всі засідки виявилися викритими. Вієйра вирішив, що оборону зруйновано, і спустився з гори зі своїм загоном відчайдухів — у ньому були переважно метиси з мачете та старими мечами, а також 30 негрів-вільновідпущеників.
Португальці вдарили з такою люттю, що голландці були змушені скотитися зі схилів на галявину.
Під вечір полив сильний дощ. Полковник ван Гаус наказав відступити, залишивши по дорозі багато возів із пораненими.
На світанку португальці нарахували 370 мертвих ворогів, окрім тих, що були скинуті в річку, закопані або загинули в хащах. Переможці здобули багато пороху та хороших рушниць, оскільки до цього мали лише 230, переважно старих та іржавих.